# The Enigmatic Mr Deakin
The Enigmatic Mr Deakin (c английского «Загадочный Мистер Дикин») — литературное произведение в жанре биографии за авторством Джудит Бретт, выпущенное издательством Text Publishing Company 14 августа 2017 года. В 2018 году стало лауреатом Австралийской национальной биографической премии. Помимо этого книга оказалась включена в несколько шорт- и лонг-листов и высоко оценена критиками.

## Об авторе
Джудит Бретт — экс-профессор политических наук Университета Ла Троба. Она закончила свою профессиональную карьеру в учебном заведении в 2013 году, после чего стала писать научно-популярные книги-биографии.

## Синопсис
Книга является биографической и повествует о жизни и судьбе трижды премьер-министра Австралии Альфреда Дикина. Особый упор автор делает на описание его спиритуалистских экспериментов, личной и учёной жизни, а не на общественную деятельность или деятельность в парламенте.

## Награды
После выхода книга была номинирована на ряд литературных премий:
| Премия                                                                  | Тип                                                                              | Год  | Итог      |
| ----------------------------------------------------------------------- | -------------------------------------------------------------------------------- | ---- | --------- |
| Национальная биографическая премия                                      | Биографическая премия                                                            | 2018 | Победа    |
| Литературная премия премьера Нового Южного Уэльса                       | Премия имени Дугласа Стюарта за произведение в жанре документальной прозы        | 2018 | Шорт-лист |
| Квинслендская литературная премия                                       | Премия за произведение в жанре документальной прозы                              | 2018 | Шорт-лист |
| Квинслендская литературная премия                                       | Премия за произведение в жанре исторической литературы                           | 2018 | Шорт-лист |
| New South Wales Premier's History Awards                                | Премия за произведение, описывающее историю Австралии                            | 2018 | Шорт-лист |
| Литературная премия Ниты Киббл                                          | Премия авторитетному/известному автору                                           | 2018 | Лонг-лист |
| Nib Literary Award                                                      | Литературная премия                                                              | 2018 | Лонг-лист |
| Книжная премия Мельбурнского королевского технологического университета | Литературная премия                                                              | 2018 | Лонг-лист |
| Magarey Medal for Biography                                             | Медаль за лучшую биографию от Австралийского королевского исторического общества | 2018 | Номинация |
| Премия имени Эрнеста Скотта                                             | Литературная премия                                                              | 2019 | Шорт-лист |

## Критика
Книга получила преимущественно положительные отзывы профессиональных критиков.
Эндрю Кларк на страницах издания Australian Financial Review написал, что сделать идеальную биографию настолько сложного и многогранного человека как Альфред очень сложно, но Джудит с этим всё же справилась, представив фундаментальный труд, по уровню сравнимый с биографией от Джона Эндрю Ла Ноза, а где-то её даже превосходящий.
Рикард Джон на страницах журнала Австралийское книжное обозрение написал, что новая биография Бретт рекомендуется к прочтению каждому современному политику. Также, по его мнению, данная книга лучше всех биографий Альфреда Дикина со времён выхода книги Ла Ноза, а возможно, и лучшая биография вовсе. Он подчеркнул, что название книги вроде бы указывает на то, что нас ждут множество неразведанных путей и загадок на пути, которые надо бы рассказать достаточно просто и понятно широкому кругу читателей, но Бретт не упрощает: она размышляет, драматизирует, порой ставя в тупик, и заставляет думать. Также он заявил, что книга обладает той крайне редкой, приятной и притягивающей атмосферой, когда ты переворачиваешь страницу за страницей и не можешь остановится, пока не прочтёшь целиком, даже если уже давно пора спать или идти на работу.
При включении книги в шорт-лист литературной премии премьера Нового Южного Уэльса, судьи описали её как первую работу, которая смогла объединить в себе в единый клубок три разные нити — духовной, политической и личной жизни одного из самых известных, выдающихся и значимых политиков в истории Австралии. Также они заявили, что «по мере того, как Бретт ловко исследует и сплетает эти нити вместе, мы начинаем наконец полностью понимать Альфреда Дикина и его мотивы, а также многие неразгаданные загадки его биографии». По их мнению это не просто книга — это целое полноценное психологическое исследование бывшего премьер-министра Австралии. Начиная рассказ с описания того, как Альфреда воспитывали родители и учителя в Мельбурне, Бретт показывает, как окружавший его всю жизнь социальный и семейный контекст сформировал эту многогранную личность. По мнению членов жюри «это всеобъемлющая работа, которая стала самым исчерпывающим источником информации об Альфреде Дикине». Также судьи вынесли вердикт, что Бретт представляет собой не только профессионального учёного, но и прекрасного писателя, а в тексте книги отражены два главных качества её личности — вечное любопытство и жажда знаний, которые это любопытство бы удовлетворили.